# Мкуши
Мкуши (англ. Mkushi) — город в Центральной Провинции в Замбии с 12 308 жителями, расположенный на железной дороге Тазара, к северо-востоку от Капири-Мпоши. Город знаменит среди замбийцев благодаря коммерческим фермам и расположению в нем школы Ченгело.
В Мкуши также проводится «М-Фест» — спортивно-культурный фестиваль; местом проведения обычно является деревенский клуб Мкуши, временем — выходной, ближайший к Дню Единства (5 июля) и Дню Героев (4 июля). Фестиваль включает в себя живую музыку, художественные и ремесленные киоски, а также множество различных спортивных соревнований по теннису, сквошу, крикету и гольфу.